# The Daily Bugle
The Daily Bugle (Дейлі Бьюґл — англ. Щоденний горн), також відома як The DB — вигадана нью-йоркська щоденна газета-таблоїд у всесвіті Marvel Comics. Відома, в першу чергу, тим, що одним з її співробітників є Людина-павук. У коміксах вперше з'явилася в The Amazing Spider-Man #1 (1963 року); проте перша згадка про неї зустрічається ще в The Fantastic Four #2 (1962 року). У 1990-их роках видавництво газети та її редактор мали важливу роль у мультсеріалі Людина-павук. У 2002 році газета вперше з'явилася у кіно, а саме у фільмі «Людина-павук».
Газета не має аналогів в реальному світі, проте її стиль нагадує стиль двох відомих нью-йоркських таблоїдів — Daily News і New York Post.